# Zdrój Zuber
Zuber – mineralna woda lecznicza wydobywana w Krynicy-Zdroju. 

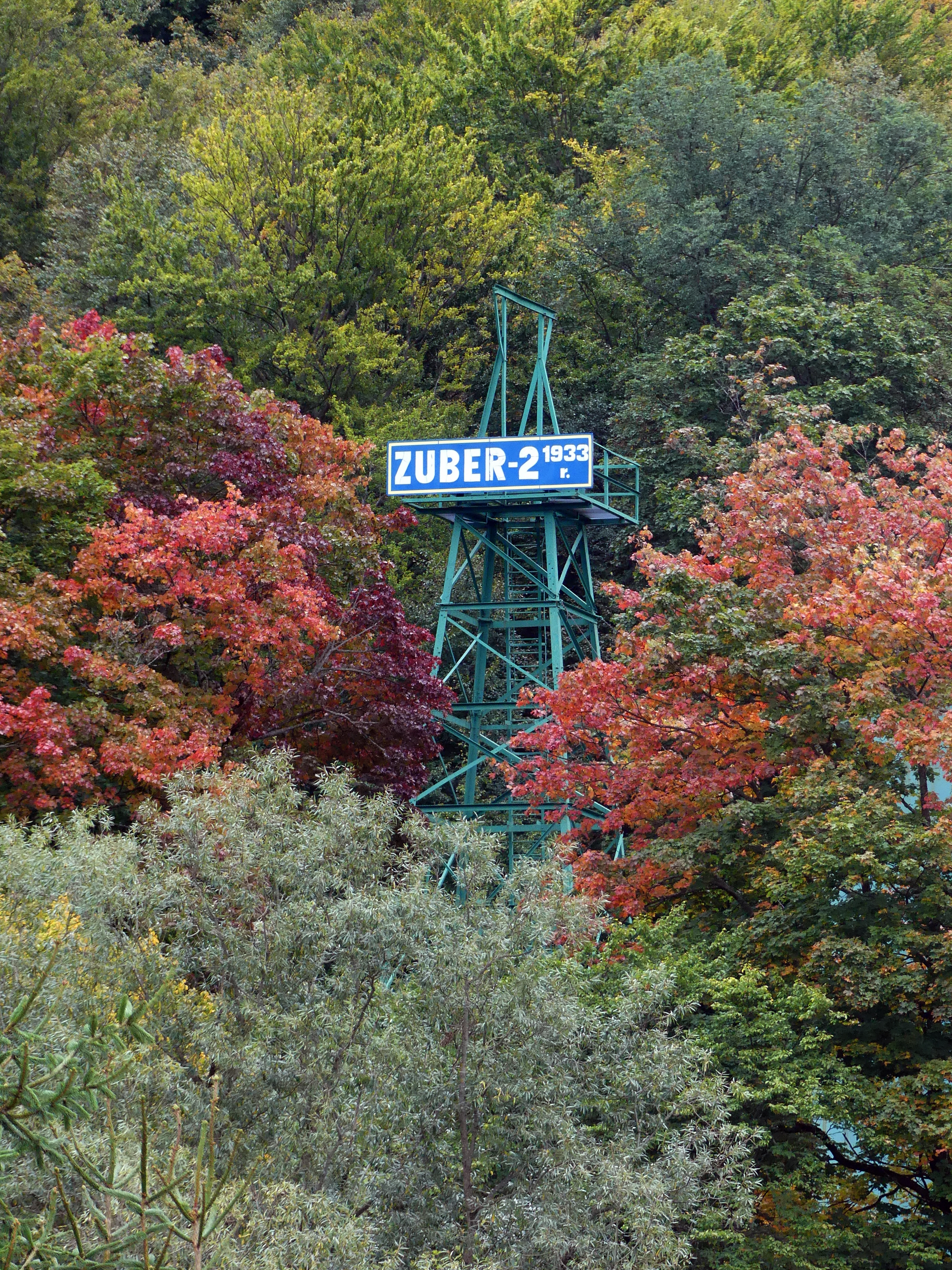
Ujęcie wody mineralnej „Zuber 2” w Parku Zdrojowym

Silnie hiperosmotyczna szczawa o mocnym zapachu siarkowodoru (2,14% szczawa wodorowęglanowo-sodowo-magnezowa, borowa).
Używa się jej w leczeniu choroby wrzodowej żołądka i dwunastnicy, nadkwasoty, chorób wątroby i dróg żółciowych oraz cukrzycy, obniża podwyższony poziom cukru we krwi. Ma działanie żółciotworne i żółciopędne. Łagodzi objawy zatrucia w wyniku nadużycia alkoholu. 
Woda dostępna jest w Pijalni Głównej w Krynicy-Zdroju.

## Historia
Wodę mineralną „Zuber” nazwano na cześć odkrywcy Rudolfa Zubera.
W 1909 dr Henryk Ebers kierownik nowego zakładu wodoleczniczego w Krynicy-Zdroju zaprosił geologa Rudolfa Zubera do Krynicy w celu przeprowadzenia poszukań źródeł węglowodorów oraz wody mineralnej. Dotychczas w Krynicy pozyskiwano wodę leczniczą źródeł o głębokości ok. 50 m. Rudolf Zuber po przeprowadzeniu badań geologicznych, zalecił głębokie wiercenia przewidując odkrycie dużych złóż wody mineralnej wysokiej jakości, wskazał odpowiednie miejsce na południowym stoku Góry Parkowej.
W latach 1912-1914 przeprowadzono według wskazówek Zubera wiercenia przez inżynierów Kostkiewicza i Mrazka z Jasła, odwierty wykonane według zaleceń geologa Zubera doprowadziły do odkrycia złóż wody mineralnej (szczawa alkaliczno-słona) na głębokości 810m, ujęcie wody „Zuber” (w późniejszym czasie nazwano „Zuber 1”). Następne odwierty wykonano: do głębokości 948 m „Zuber 2” (1933r.), wykonano kolejny odwiert eksploatacyjny do głębokości 919 m który nazwano „Zuber 3” (1949-1951) oraz nowy odwiert „Zuber 4” o głębokości 803 m  (1962-1964). Woda z tych odwiertów jest magazynowana w zbiornikach, a następnie spływa grawitacyjne do kurków czerpalnych w Głównej Pijalni, do Pijalni w Starych Łazienkach Mineralnych oraz do rozlewni wód leczniczych.